# Pachydissus philemon
Pachydissus philemon là một loài bọ cánh cứng trong họ Cerambycidae.